# Trans-la-Forêt
Trans-la-Forêt é uma comuna francesa na região administrativa da Bretanha, no departamento de Ille-et-Vilaine. Estende-se por uma área de 14,83 km². Em 2010 a comuna tinha 591 habitantes (densidade: 39,9 hab./km²).